# Pierre François Marie Auguste Dejean
Pierre François Marie Auguste Dejean (Amiens, 10 augustus 1780 - Parijs, 17 maart 1845), was een Frans entomoloog. 
Dejean was een huursoldaat tijdens de napoleontische oorlogen en had de rang van luitenant-generaal en aide de Campe van Napoleon. Hij verzamelde enorme collecties van Coleoptera (kevers), sommige zelfs  op het slagveld bij Waterloo. In 1837 telde zijn collectie 22.399 soorten, op dat moment de grootste collectie Coleoptera in de wereld. In 1802 begon hij met het publiceren van een catalogus van zijn uitgebreide collectie, waaronder 22.000 soortnamen. Hij was specialist op het gebied van de Carabidae (loopkevers).
Dejean was voorzitter van de Société entomologique de France in het jaar 1840 en in 1834 werd hij verkozen tot buitenlands lid van de Koninklijke Zweedse Academie van Wetenschappen. Hij overleed op 17 maart 1845.

## Werken
- Catalogue des Coléoptères de la collection d’Auguste Dejean (1802 - 1837) met Charles Aubé.
- Met Pierre André Latreille, Histoire naturelle et iconographie des insectes coléoptères d'Europe, Parijs: Crevot, 1822. online.
- Spécies Général des Coléoptères (1825 - 1838).

- Bibliothèque nationale de France: cb13005592n (data)
- Catàleg d'autoritats de noms i títols de Catalunya: 981058511237006706
- Gemeinsame Normdatei: 11605509X
- International Standard Name Identifier: 0000 0001 2278 4000
- Library of Congress Control Number: nr96037604
- Base Léonore: LH//693/12
- Nationale Bibliotheek van Israël: 987007399129605171
- Nederlandse Thesaurus van Auteursnamen: 138858772
- LIBRIS: 335840
- SNAC: w6m7485w
- Système universitaire de documentation: 138515425
- Virtual International Authority File: 37050021
- WorldCat: E39PBJkMHC6xhKCD4fBwq8B3wC